# James L. Campbell

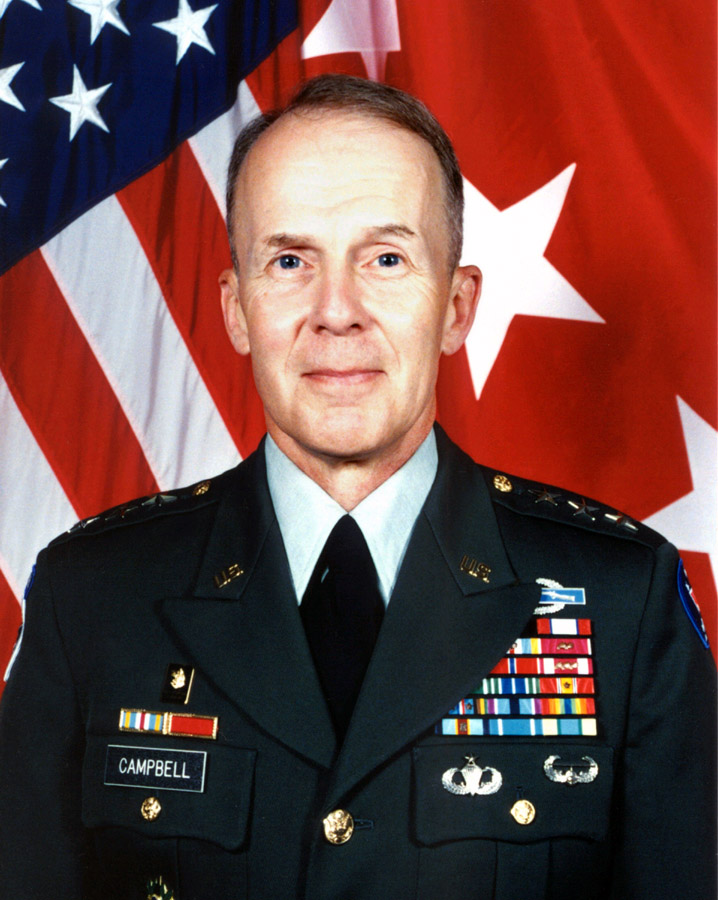
TJames L Campbell

James Lowell Campbell (* 16. August 1949 in Fort Benning, Georgia) ist ein pensionierter Generalleutnant der United States Army. Er kommandierte unter anderem die 10. Gebirgsdivision.
James Campbell studierte an der University of Missouri. Über das ROTC-Programm gelangte er im Jahr 1971 in das Offizierskorps des US-Heeres. Dort wurde er als Leutnant in das US-Heer aufgenommen. In der Armee durchlief er anschließend alle Offiziersränge bis zum Generalleutnant. In dieser Zeit absolvierte er verschiedene Kurse und Schulungen, dazu gehörten unter anderem das Naval War College und das Command and General Staff College. Außerdem erhielt er einen akademischen Grad der University of Illinois.
In seinen jüngeren Jahren absolvierte er den für Offiziere in den niederen Rangstufen üblichen Dienst in verschiedenen Einheiten und Standorten. Dazu kamen auch einige Verwendungen als Stabsoffizier. Campbell kommandierte Einheiten auf fast allen militärischen Ebenen. Von 1984 bis 1989 war er Bataillonskommandeur eines Infanterieregiments der 25. Infanteriedivision, die auf Hawaii stationiert war. Anschließend war er Stabsoffizier für Operationen (G3) bei der 9. Infanteriedivision. Danach war er im Stab des I. Corps und dann Kommandeur einer Brigade der 10. Gebirgsdivision.
In den Jahren 1993 bzw. 1994 war Campbell an der Operation Restore Hope und der Operation Uphold Democracy in Somalia bzw. Haiti beteiligt. Später kommandierte er im Rahmen der SFOR-Mission eine internationale Einheit in Bosnien-Herzegowina. Von 1996 bis 1999 gehörte er als Assistant Division Commander für Operationen (G3) dem Stab der 25. Infanteriedivision an.
Im März 1998 übernahm James Campbell als Nachfolger von Lawson W. Magruder das Kommando über die 10. Gebirgsdivision, das er bis August 2001 behielt. Anschließend kommandierte er von 2002 bis 2004 das United States Army Pacific Command (USARPAC) in Fort Shafter in der Nähe von Honolulu. In den folgenden Jahren war er Stabsoffizier im Generalstab in Washington, D.C. (Director Army Staff Washington, District of Columbia). Dort war er für den Bereich Military Professional Resources zuständig.
Im Jahr 2008 ging James Campbell in den Ruhestand. 

## Orden und Auszeichnungen
James Campbell erhielt im Lauf seiner militärischen Laufbahn unter anderem folgende Auszeichnungen:
- Army Distinguished Service Medal
- Defense Superior Service Medal
- Legion of Merit
- Bronze Star Medal
- Meritorious Service Medal
- Army Commendation Medal
- Army Achievement Medal
- Joint Meritorious Unit Award
- Meritorious Unit Commendation
- National Defense Service Medal
- Armed Forces Expeditionary Medal
- Humanitarian Service Medal
- Army Service Ribbon
- Army Overseas Service Ribbon
- Combat Infantryman Badge